# Davit

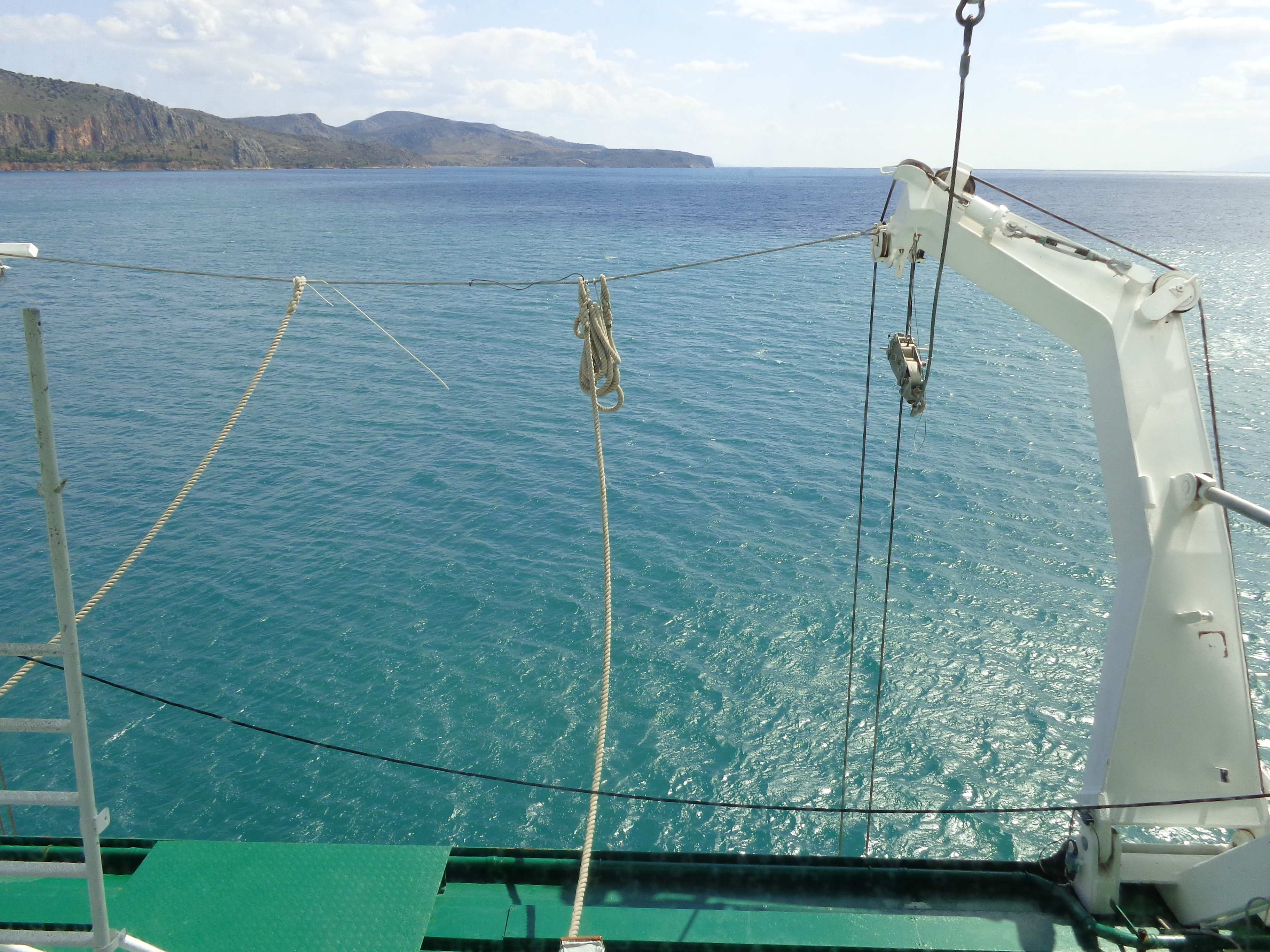
Ausgebrachter Davit mit Manntauen

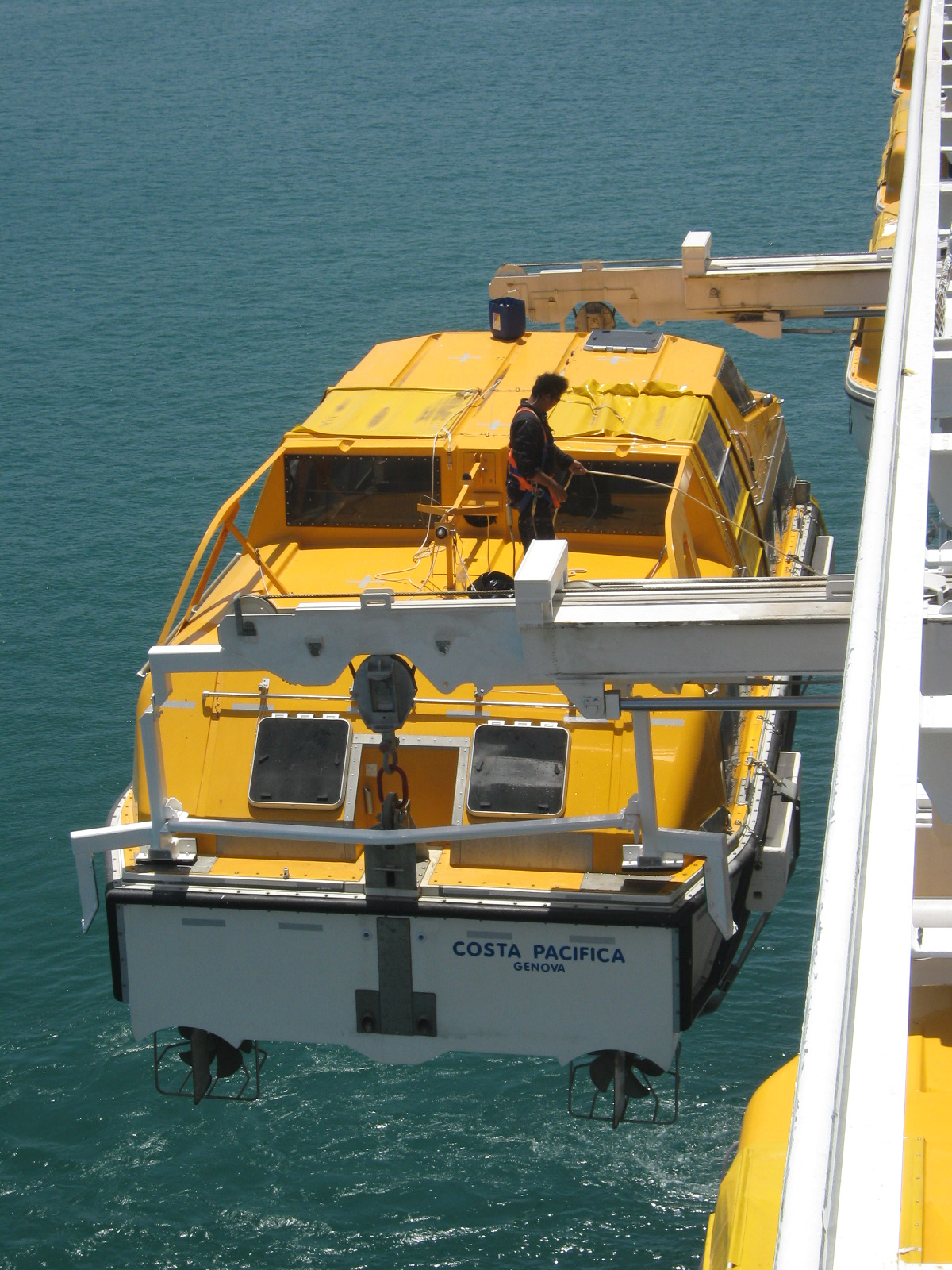
Teleskop-Davits für breite Beiboote

Ein Davit (dt. [ˈdeːvɪt], engl. [ˈdævɪt, ˈdeɪ̯vɪt]) ist eine Aussetzvorrichtung für Boote – insbesondere der Rettungsboote – eines Schiffs. Herkömmliche Davitkonstruktionen größerer Schiffe bestanden aus schwenkbaren Kränen (Schwenkdavits), die seitlich nahe der Bordwand angebracht wurden. Bei kleineren Schiffen wurden auch am oder über das Heck hinausragende Davits verwendet. Die aus Holz oder Eisen gefertigten Davits konnten teilweise auch zum Aussetzen und Fieren schwerer Anker genutzt werden. Heutzutage sind ausschließlich stählerne Davits gebräuchlich.
Gängige zeitgenössische Konstruktionsarten sind unter anderem:
- Der Schwerkraftdavit ist die übliche und für Rettungsboote auch vorgeschriebene Variante. Er benötigt keine Energie zum Fieren des Bootes, d. h. dieses kann im Davit hängend von Personen besetzt werden, wobei nur eine davon die Seilbremse lösen muss, um das Boot zu Wasser zu lassen.
- Freifalldavits sind keine Davits im hergebrachten Sinne. Das Boot fällt voll besetzt frei aus seiner Pallung ins Wasser. Der Davit dient nur zum Einholen und Stauen des Bootes.
- Im Caley-Davit hängt das Boot vermittels eines Haltegeschirrs starr an einem ausfahrbaren Kranarm (engl. Runner), wird mit diesem auf die Wasserfläche abgesetzt und automatisch ausgeklinkt.